# Marion (Wisconsin)
Pour les articles homonymes, voir Marion.
La ville américaine de Marion est située dans les comtés de Shawano et Waupaca, dans l’État du Wisconsin. Sa population s’élevait à 1 260 habitants lors du recensement de 2010.

## Source
- (en) Cet article est partiellement ou en totalité issu de l’article de Wikipédia en anglais intitulé « Marion, Wisconsin » (voir la liste des auteurs).